# 生田奈氏鱈
生田奈氏鱈，為輻鰭魚綱鱈形目鼠尾鱈科的其中一種。分布於西南太平洋區，包括澳洲新南威爾斯及紐西蘭海域，棲息在中水層，水深約1250至1300公尺，體長可達35公分，生活習性不明。